# Oizy
Oizy (en wallon Wajî) est une section et un village de la commune belge de Bièvre située en Région wallonne dans la province de Namur.
C'était une commune à part entière avant la fusion de 1977. Elle fut créée en 1964 par la fusion des anciennes communes de Baillamont, Cornimont et Gros-Fays.
Le 29 juillet 2018, le toit de la chapelle Notre-Dame-de-Foy d'Oizy s'effondre au-dessus du chœur. Elle a été entièrement rénovée en 2020.

## Évolution démographique
- Source: DGS, 1831 à 1970=recensements population, 1976= habitants au 31 décembre
- 1970*: Annexion de Cornimont, Baillamont et Gros-Fays en 1965

## Galerie

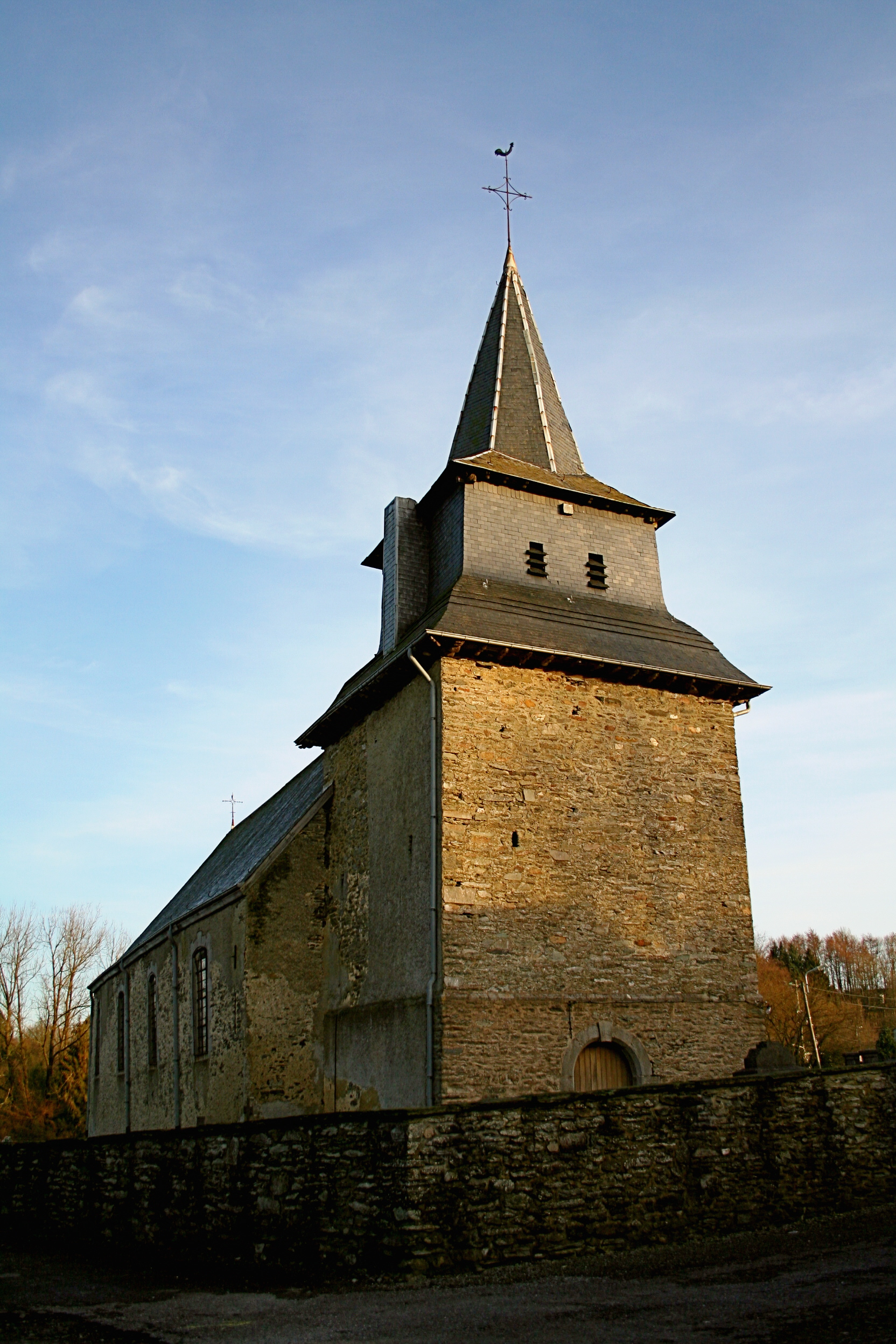
L'église Saint-Hubert (XVIIe siècle).
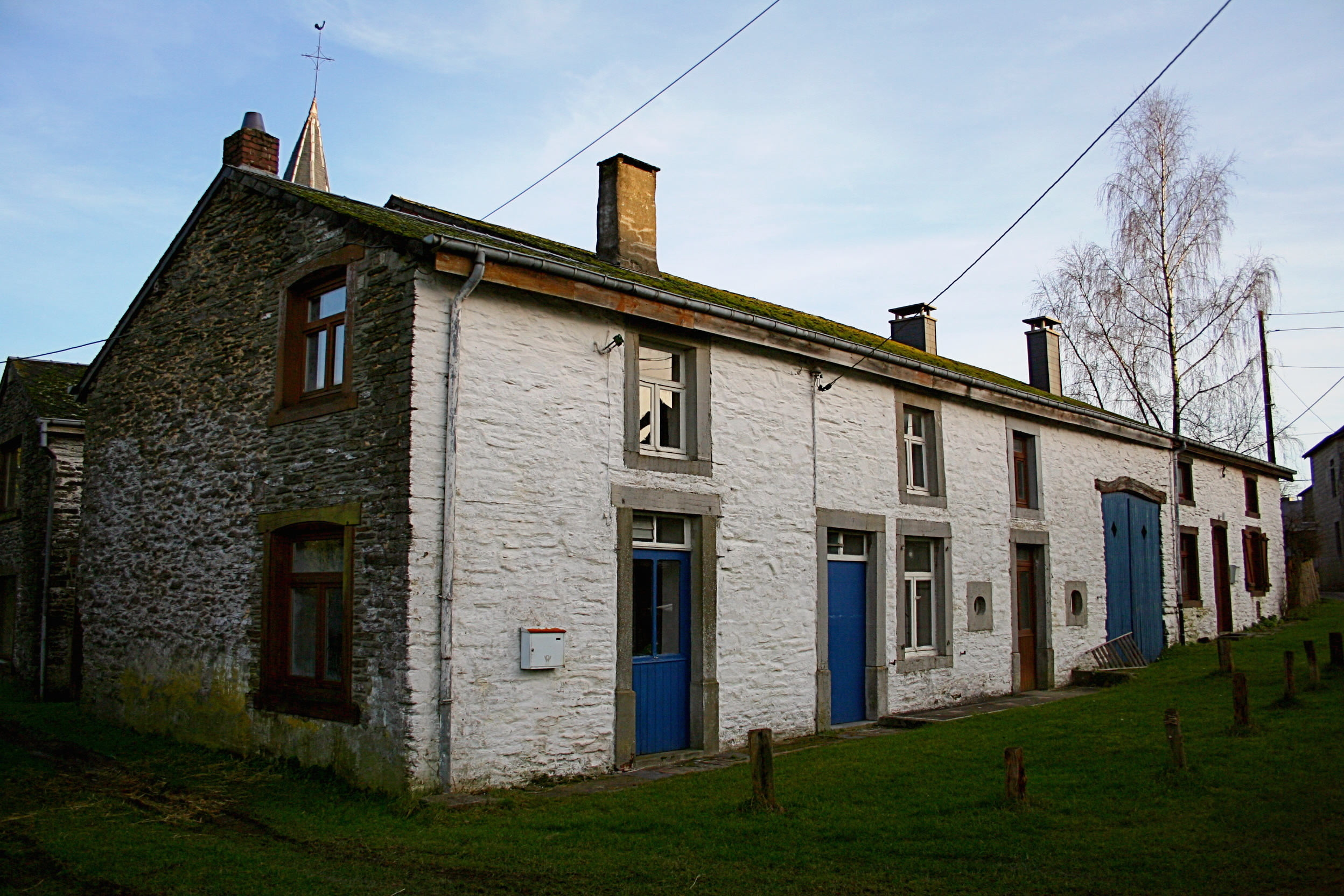
Vieille ferme typique (XVIIIe siècle).
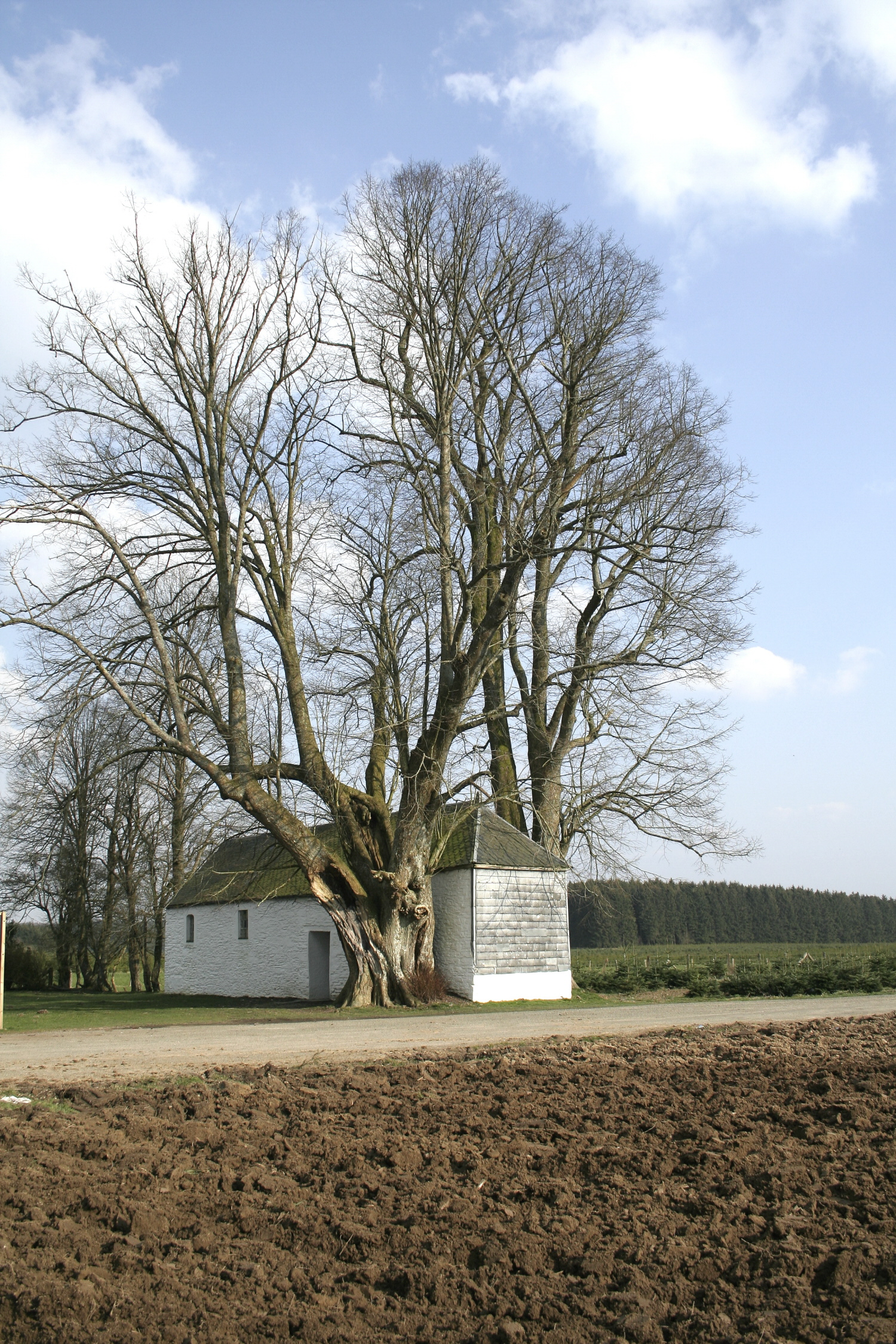
La chapelle Notre-Dame du Bon Secours et ses vieux tilleuls.